# Dona en el bany (Jan van Eyck)

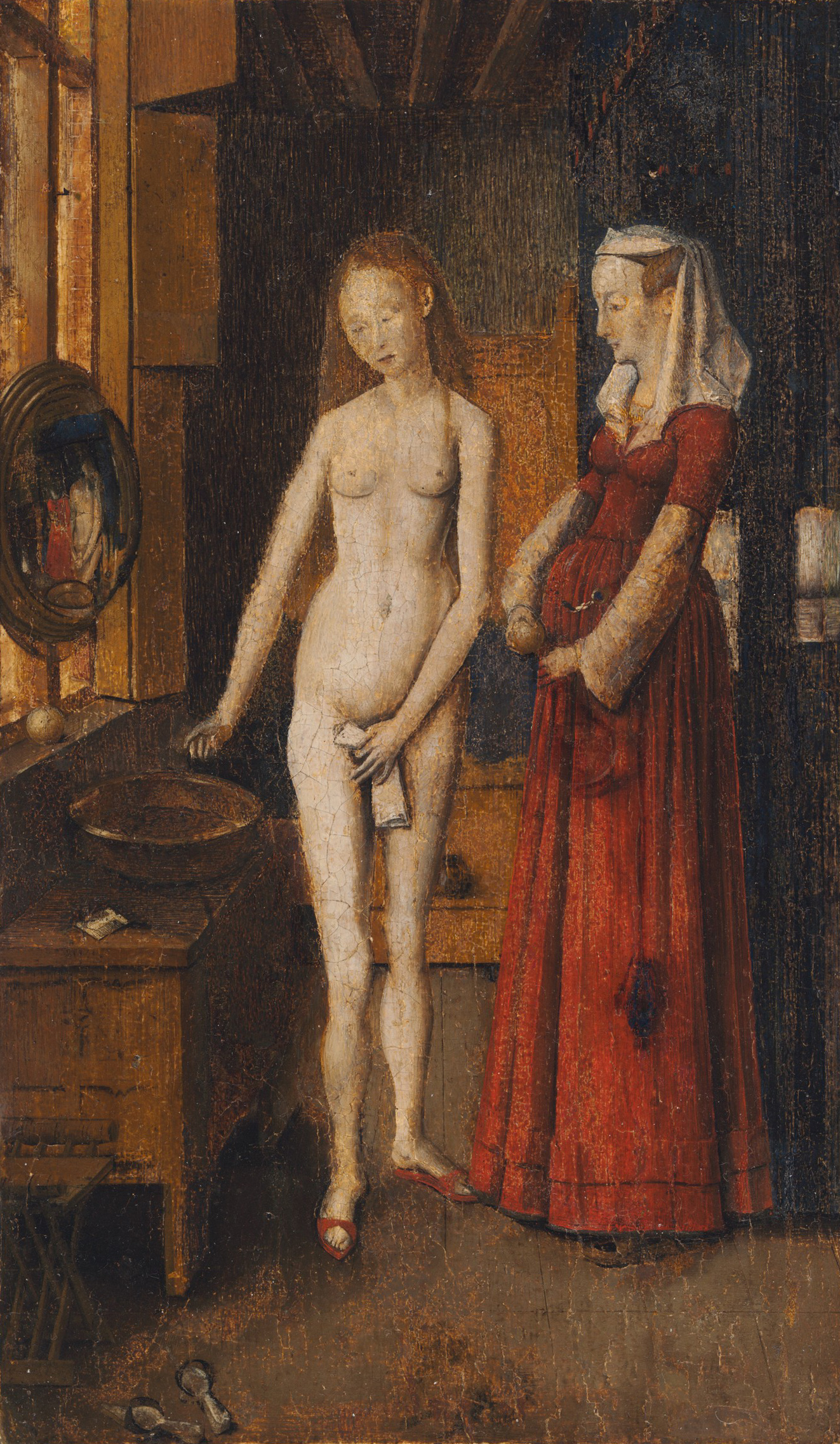
Dona en el bany, còpia primerenca del per un artista holandés desconegut, 27,2 x 16,3 cm. Museu de l'Art de Harvard, Fogg Museum

Dona en el bany (o Dona en el seu bany) és una pintura sobre taula perduda del mestre flamenc Jan van Eyck. Es coneix hui per dues còpies que divergeixen en aspectes importants; una a Anvers i una altra més notable però petita de cap al 1500 a la Universitat Harvard-Fogg Museum, que es troba en condicions no gaire bones.  És l'única obra coneguda de Van Eyck que retrata un nu profà, malgrat que hi ha esments en dues fonts literàries del segle xvii d'altres taules ara perdudes però igualment sensuals de Van Eyck.
L'atribució de qualsevol de les taules a un original de Jan van Eyck normalment no és disputat. Es pot dubtar, però, si qualsevol de les còpies fou completada fins a una o dues generacions després de la seua prematura mort al 1441, i s'accepta que tampoc no són pas una falsificació o una invenció. Els historiadors de l'art solen considerar probable que ambdues van ser copiades d'una sola font, és a dir, que l'una no és còpia de l'altra, i que totes dues s'originen si fa no fa en el mateix període.
L'original de Van Eyck era increïblement agosarat i inusualment eròtic per a una pintura de començaments del 1430, quan es degué pintar. A banda de les qualitats pròpies, és interessant per als historiadors de l'art per les moltes similituds de la taula de Harvard amb el seu famós retrat doble del 1434 El matrimoni Arnolfini, ara a Londres. Fins a l'aparició de la còpia del Fogg al voltant del 1969, aquesta era sobretot coneguda per la seua presència en una gran pintura de Willem van Haecht del 1628: La galeria de Cornelis van der Geest, una vista de la galeria d'obres d'art d'un col·leccionista holandés que conté moltes altres obres identificables d'antics mestres. Els estudiosos han cercat en va sustentar-lo en una font bíblica o clàssica: el bany de Susanna o de Betsabé han estat suggerits, tot i que Judith n'és a vegades vista com una font més probable, però les pistes s'apliquen sols a la taula d'Anvers, tradicionalment coneguda com a Judith empolainant-se.

## Descripció

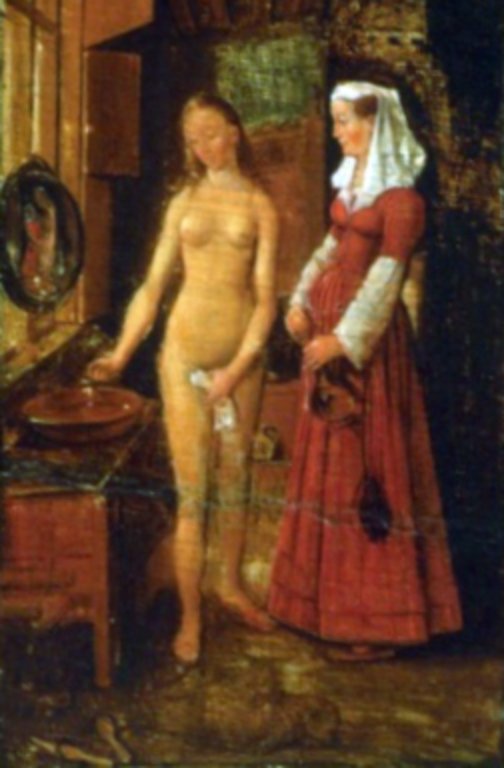
Detall: Willem van Haecht, Galeria d'Art de Cornelis van der Geest, 1628

Mostra una dona nua que es renta amb una esponja en un interior acompanyada d'una serventa vestida de roig. La dona es tapa el sexe amb un drap que sosté a la mà esquerra mentre amb la dreta escorre l'esponja en un rentamans que hi ha damunt una tauleta. Un espill convex penja d'una barra central sobre la finestra, i mostra el reflex de totes dues figures. En la tradició d'aquestes escenes, l'espill simbolitza virtut i puresa, mentre que el gos al centre davant els peus de la dona —a penes visible en la taula del Fogg per la pèrdua de pintura, però més distingible en l'obra de van der Geest— representa la seua fidelitat. El dormitori està ricament detallat: hi ha un llit de fusta a la dreta, una cadira plegable alta contra la paret de darrere, i les bigues de fusta del sostre. Hi ha una taronja en l'ampit de la finestra i uns grillons caiguts al terra al cantó inferior esquerre.
Altres dos possibles treballs de Jan van Eyck d'aquest estil es coneixen només per descripcions. El 1456, l'humanista italià Bartolomeo Fàcio descrigué una taula de la col·lecció d'Ottaviano della Carda, un nebot de Federico de Montefeltro. En la taula, a vegades coneguda com a Dona banyant-se, la protagonista és atesa per una serventa anciana quan emergeix del bany per a eixugar-la amb una tovallola de lli que només deixa a la vista el cap i les sines. La descripció de Fàcio inclou detalls d'un gos, un llum encés semblant al del Matrimoni Arnolfini, i un paisatge distant visible a través d'una finestra oberta. Fàcio esmenta l'ús innovador d'un espill, que en aquesta obra reflectia l'esquena sencera de la dona.

## Matrimoni Arnolfini

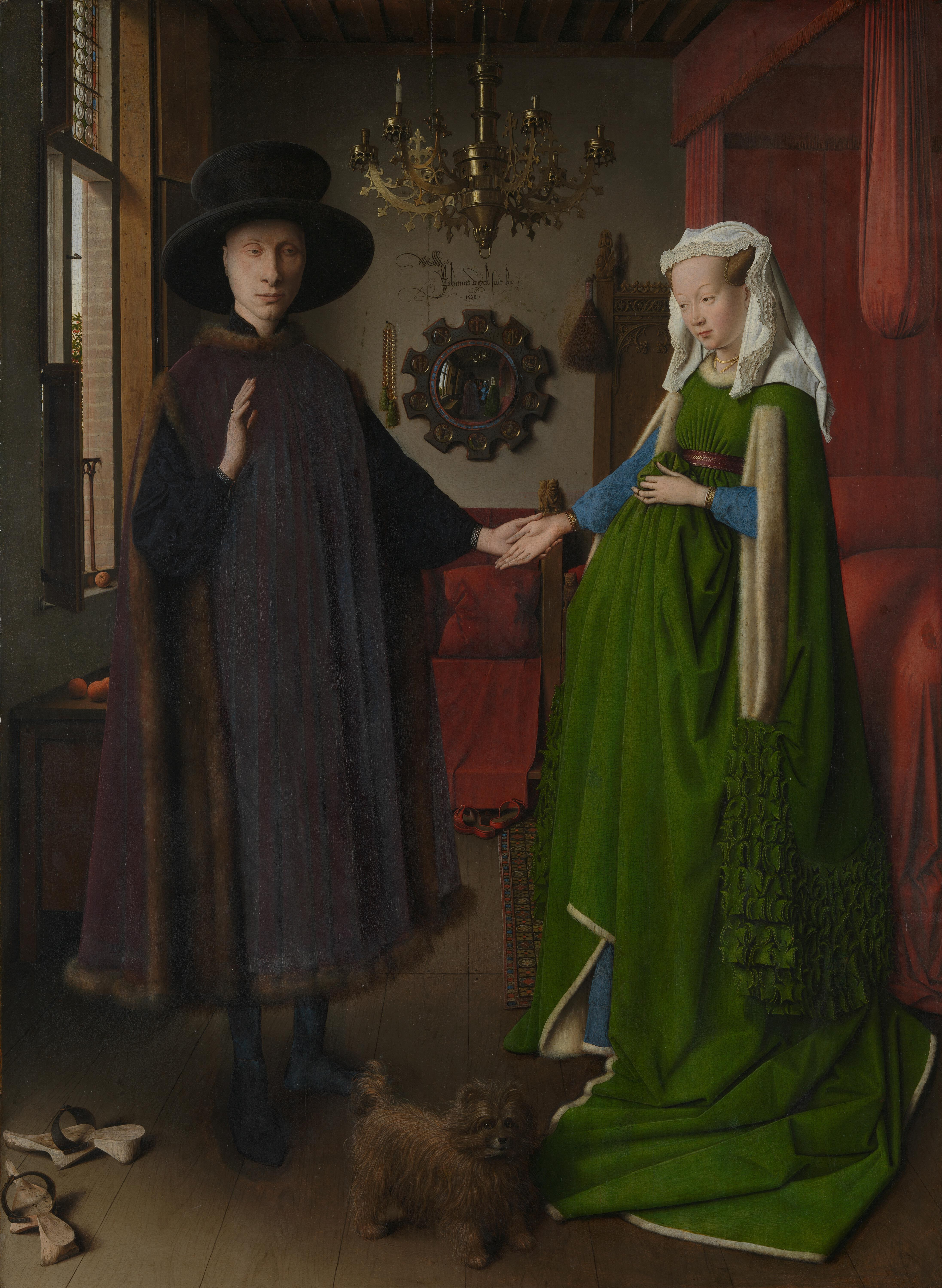
El matrimoni Arnolfini, 1434. Galeria Nacional de Londres

Hi ha moltes semblances, especialment en la taula del Fogg, amb el famós Retrat de Giovanni Arnolfini i la seua esposa de Londres. Mentre l'anterior és molt més estret i més petit amb 27,2 cm x 16,3 cm, al voltant de la tercera part del retrat de Londres (sense marc, 82,6 cm x 60 cm). La reproducció de van Haecht està pensada més propera a l'escala real que la taula del Fogg, especialment tenint en compte que els altres treballs de La Galeria de Cornelis van der Geest estan en general molt propers als originals que han sobreviscut. 
Totes dues taules, la del Fogg i la de Londres, mostren una cambra amb un llit a la dreta i un gos menut en primer pla (segurament una forma primerenca d'aquesta mena de gossos, un grifó de Brussel·les), un espill i el seu reflex, una còmoda lateral i esclops al terra, mentre l'angle del rostre de la serventa, el seu vestit i la seua figura, són molt semblants. La historiadora de l'art Linda Seidel pensa que aquest degué ser creat com una taula acompanyant, i que la parella fou creada com una pintura de compromís. La taula de Londres, conclou, pot haver estat «pintada per a la paret de Giovanna Cenami Arnolfini a la casa del pare, en què ella la veuria durant el seu compromís i el matrimoni... Potser ...  l'altra meitat eròtica pot haver estat donada al futur marit com a garantia que estava promesa amb ell». Seidel pensa que els patrons al cantó inferior esquerre de la taula, així com el fet que l'espill està inclinat cap al punt de vista de l'espectador, reforcen la idea que el futur marit era l'espectador a qui es dirigia. Ella assenyala la inusualment rosta perspectiva, i observa que «la mirada controladora de la taula està alinea[da] amb el reflex a l'espill del cos despullat de Giovanna». Malgrat que les variants d'aquesta visió s'han mantingut molt de temps, es compliquen pel fet que les semblances només s'apliquen a la taula de Harvard.
Lorne Campbell, de la Galeria Nacional de Londres, reconeix les semblances entre tots dos treballs, però assenyala que el Retrat del matrimoni Arnolfini no ha estat concloentment establert com a retrat de noces, i que fins i tot si fos així, és més probable que la taula de Londres estigués coberta per ales laterals en lloc de ser un sol plafó. Reforça aquest punt de vista el fet que l'obra perduda en difereix en dos aspectes importants; les cortines del llit no són pas roges i l'espill no està decorat. Campbell en rebutja les semblances com a «coincidències», tot i que podria argumentar-se millor que l'obra perduda en fos un prototip o estudi. Julius S. Held pensava que la taula del Fogg s'havia fet com a coberta per a la pintura de Londres, una idea que es mantingué fins que Campbell la rebutjà al 1988, quan argumentà que tal pintura era més probable que fos coberta per ales que ser una sola peça i, encara més, que la taula de Londres amb tota probabilitat no representa ni commemora ni un matrimoni ni un compromís matrimonial.

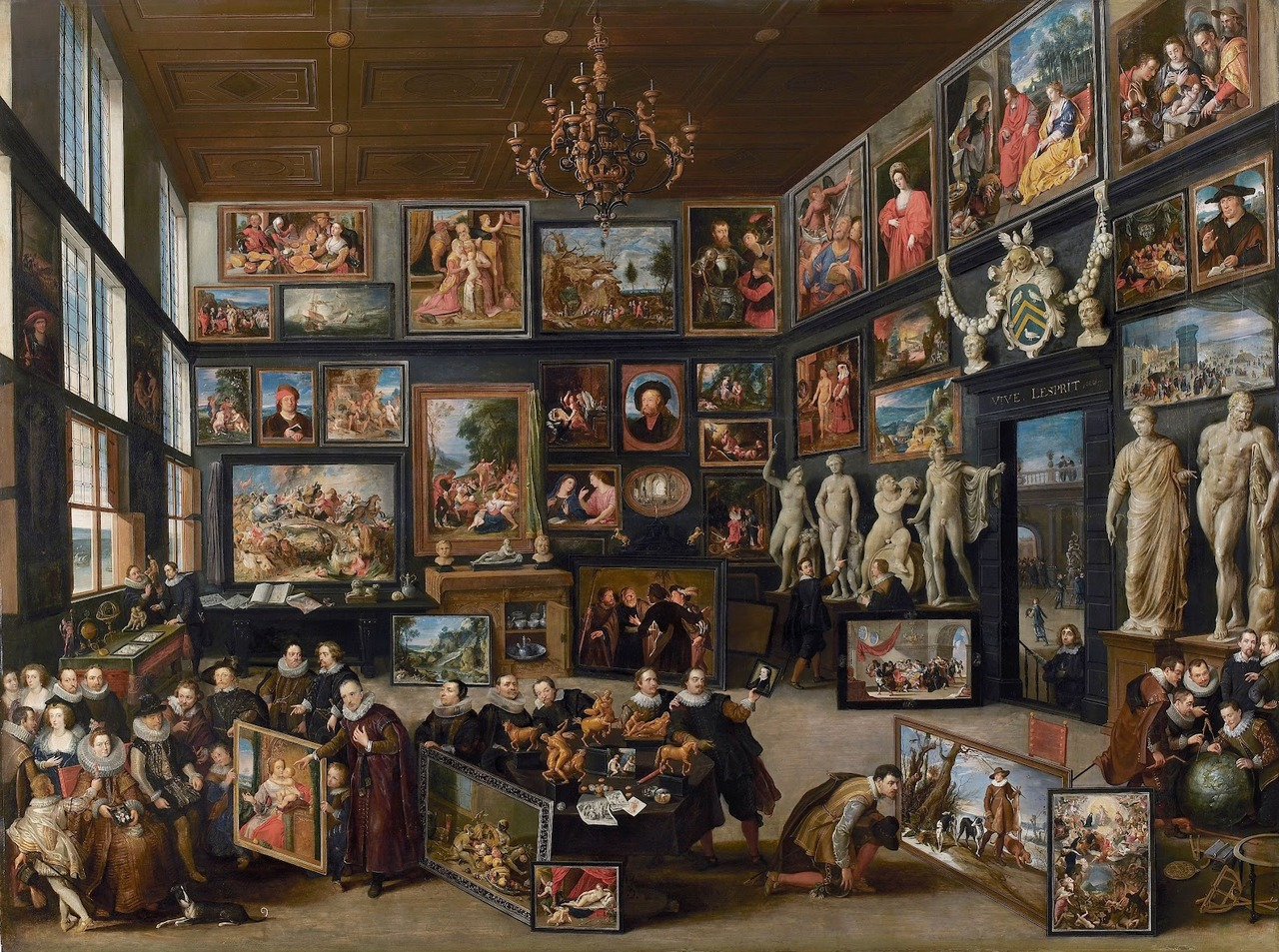
Willem van Haecht - La Galeria de Cornelis van der Geest. La Dona en el bany pot ser vista al fons a la dreta